# Liste der Baudenkmale in Hechthausen
In der Liste der Baudenkmale in Hechthausen sind alle Baudenkmale der niedersächsischen Gemeinde Hechthausen im Landkreis Cuxhaven aufgelistet. Der Stand der Liste ist der 20. Dezember 2023. Die Quelle der Baudenkmale ist der niedersächsische Denkmalatlas.

## Legende
In den Spalten befinden sich folgende Informationen:
- Lage: die Adresse des Baudenkmales und die geographischen Koordinaten. Kartenansicht, um Koordinaten zu setzen. In der Kartenansicht sind Baudenkmale ohne Koordinaten mit einem roten Marker dargestellt und können in der Karte gesetzt werden. Baudenkmale ohne Bild sind mit einem blauen Marker gekennzeichnet, Baudenkmale mit Bild mit einem grünen Marker.
- Bezeichnung: Bezeichnung des Baudenkmales
- Beschreibung: die Beschreibung des Baudenkmales. Unter § 3 Abs. 2 NDSchG werden Einzeldenkmale und unter § 3 Abs. 3 NDSchG Gruppen baulicher Anlagen und deren Bestandteile ausgewiesen.
- ID: die Objekt-ID des Baudenkmales
- Bild: ein Bild des Baudenkmales, ggf. zusätzlich mit einem Link zu weiteren Fotos des Baudenkmals im Medienarchiv Wikimedia Commons. Wenn man auf das Kamerasymbol klickt, können Fotos zu Baudenkmalen aus dieser Liste hochgeladen werden:

## Hechthausen
| Lage                                                | Bezeichnung                           | Beschreibung | ID       | Bild           |
| --------------------------------------------------- | ------------------------------------- | --- | -------- | -------------- |
| Am Friedhof 53° 38′ 27″ N, 9° 13′ 57″ O             | Grabkreuze der Familie von Marschalck | Gruppe von sechs gusseisernen Grabkreuzen aus dem 19. Jh. (1842 (2), 1862, 1865, 1880, undatiert). An der Westseite der Grabstätte am Fuß des Rondells aufgestellt. | 31268800 | BW             |
| Am Friedhof 53° 38′ 27″ N, 9° 13′ 57″ O             | Obelisk                               | Sandsteinobelisk auf einem leicht erhöhten, von Lebensbäumen umgebenen Rondell, an Obelisk Familienwappen und Datierung 1845. | 31268778 | BW             |
| (Bornberg) Am Kanal 12 53° 39′ 41″ N, 9° 12′ 55″ O  | Querdurchfahrtsscheune                | Gefügebau von um 1838 mit Satteldach in Reetdeckung, Kerngerüst original erhalten | 31268694 | BW             |
| Feldstraße 16 53° 38′ 13″ N, 9° 14′ 35″ O           | Wohn-/ Wirtschaftsgebäude             | Freistehender Fachwerkbau von 1719 mit Walmdach, Kernbau mit Zweiständerkonstruktion 1805 versetzt aus Kleinwörden, Außenwände massiv ersetzt | 31268737 | BW             |
| Hinterm Holz 53° 38′ 41″ N, 9° 14′ 18″ O            | Gefallenendenkmal                     | Schlichtes solitäres Steinkreuz im Andenken an die Gefallenen der Ersten und Zweiten Weltkriegs. Davor leicht gewölbte Steinplatte für die im Osten Vermissten. Aufgestellt auf dem höchsten Punkt des Waldstücks in runder Anordnung mit großber Steinpflasterung und Treppenanlage. | 31269749 | BW             |
| Hutloher Straße 2 53° 38′ 21″ N, 9° 14′ 27″ O       | Wohnhaus                              | Fachwerk-Winkelbau von 1810 mit reetgedecktem Satteldach mit Dachüberstand, nach Nordwesten in Backstein, ansonsten Fachwerk, auch Stelling'sches Haus genannt | 31268845 | BW             |
| Hutloher Straße 8 53° 38′ 11″ N, 9° 14′ 22″ O       | Rittergut Hutloh                      | Fachwerkbau von 1806 auf Granitsockel, beidseitig mit Giebelrisalit | 31268866 | BW             |
| Hutloher Straße 8 53° 38′ 11″ N, 9° 14′ 23″ O       | Feldsteinmauer mit Epitaphien         | Feldsteinmauer von um 1905 mit Torbogen, die bis zum Nebengebäude führt, angesetzt zur dem Parkseite drei Epitaphe der Familie von Marschalck aus dem 16. Jahrhundert, weitere Grabplatte an der Fassade des Nebengebäudes, das Tor verbindet den Park und die Haupteingangsseite | 31268560 | BW             |
| Hutloher Straße 12 53° 38′ 12″ N, 9° 14′ 25″ O      | Eishaus mit Eiskeller und Grabplatte  | Zweigeschossiger Backsteinbau und eingeschossigem Queranbau von 1905; Außenwände im Eiskellers sind zweischalig, rechts davon steht vor der zum Park weisenden Fassade eine gesockelte Sandsteingrabplatte der Familie von Marschalck | 31268890 | BW             |
| Hutloher Straße 12 53° 38′ 14″ N, 9° 14′ 21″ O      | Gutspark                              | Landschaftspark mit Teichanlage und Halbinsel, hier war die ehemaligen Burganlage, auf der Halbinsel ein Steingarten, Das Terrain wird über einen Treppenweg aus Natursteinblöcken und Findlingen | 31268913 | BW             |
| Hutloher Straße 12 53° 38′ 11″ N, 9° 14′ 19″ O      | Teich                                 | Hufeisenförmiger Teich im südwestlichen Park, Bestandteile einer ehemaligen Burganlage und eines Burggrabens | 31268624 | BW             |
| (Wisch) Kajedeich 2 53° 38′ 58″ N, 9° 15′ 36″ O     | Wohn-/ Wirtschaftsgebäude             | Zweiständer-Hallenhaus von 1861 in Fachwerk mit reetgedecktem Dach | 31269641 | BW             |
| (Wisch) Kajedeich 2 53° 38′ 57″ N, 9° 15′ 36″ O     | Kornscheune                           | Gefügebau in Zweiständerkonstruktion mit reetgedecktem Walmdach, am ursprünglichen Standort abgebaut und hier wieder errichtet ca. Mitte 19. Jh. | 31269663 | BW             |
| Kleinwördener Straße 1 53° 38′ 58″ N, 9° 14′ 37″ O  | Wohn-/ Wirtschaftsgebäude             | Fachwerkbau in Zweiständerkonstruktion aus der zweiten Hälfte des 19. Jh. | 31269685 | BW             |
| Kleinwördener Straße 13 53° 39′ 1″ N, 9° 15′ 1″ O   | Wohn-/ Wirtschaftsgebäude             | Hallenhaus von um 1890 in Fachwerk | 31268986 | BW             |
| Kleinwördener Straße 13 53° 39′ 0″ N, 9° 15′ 2″ O   | Stall                                 | | 31269005 | BW             |
| Marktplatz 3 53° 38′ 23″ N, 9° 14′ 28″ O            | St. Marien                            | Saalkirche aus Feld- und Backstein mit geradem Ostabschluss, in der West- und Nordwand Reste eines Feldsteinbaues des 13./14. Jahrhunderts; Neubau in Backstein um 1500; Sanierung Umbau und Erneuerungen beim oberen Wandteile, des Ostgiebels und der Rundbogenfenster von 1630/40 sowie der Portale an den Längsseiten von 1633 und 1699, westlicher Glockenturm aus Backstein mit Knickhelm von 1971; Innen: Hölzerne Segmentbogentonne, Mitte des 17. Jh., Flügelaltar 1637, Kanzel 1635, Taufstein 1642 und Empore 17. Jh. sowie Prieche 17. Jh., zwei Epitaphe von 1696 und 1687, Kronleuchter um 1700 | 31269153 | Weitere Bilder |
| Marktplatz 3 53° 38′ 23″ N, 9° 14′ 29″ O            | St. Marien (Kirchhof)                 | Von Bäumen umstandener Friedhof mit Grabsteinen, der in eine innerstädtische Grünanlage umgewandelt ist. | 31269132 |                |
| Mühlenstraße 22 53° 38′ 26″ N, 9° 15′ 6″ O          | Windmühle                             | Galerieholländer Caroline auf dreigeschossigem, polygonalem Backsteinunterbau, mit Galerie, Mühlenturm mit Blechplatten, Kappe, Flügel und Windrose wurde von 1845/48 anstelle einer Bockwindmühle gebaut und bis in die 1960er Jahre betrieben. Die hölzerne Mahltechnik für vier Mahlgänge ist teilweise noch vorhanden. | 31269176 | Weitere Bilder |
| Mühlenstraße 22 53° 38′ 25″ N, 9° 15′ 5″ O          | Lagergebäude                          | Zweigeschossiger Backsteinbau mit Drempelgeschoss aus dem letztes Drittel des 19. Jh. | 31269199 | BW             |
| Ovelgönner Straße 14 53° 38′ 39″ N, 9° 14′ 49″ O    | Gutshaus                              | Backsteinbau von 1860 mit Krüppelwalmdach und Mittelrisalit | 31269243 | BW             |
| Ovelgönner Straße 14 53° 38′ 38″ N, 9° 14′ 50″ O    | Scheune                               | Zweiständerhallenhaus von 1850 in Fachwerk mit Satteldach in Reetdeckung, massiver Westgiebel | 31269220 | BW             |
| DB-Linie Stade-Cuxhaven 53° 37′ 56″ N, 9° 15′ 24″ O | Eisenbahnbrücke                       | Eisenbahnbrücke der Linie Stade-Cuxhaven in Stahlfachwerk (Behelfsbrücke Typ R), errichtet 1934, erneuert 1945 | 39553968 | Weitere Bilder |

### Kleinwörden
| Lage                                           | Bezeichnung               | Beschreibung | ID       | Bild |
| ---------------------------------------------- | ------------------------- | --- | -------- | ---- |
| Alte Fährstraße 2 53° 39′ 37″ N, 9° 15′ 37″ O  | Wohn-/ Wirtschaftsgebäude | Zweiständer-Hallenhaus von 1859 in Fachwerk, nach Südosten teilweise massiv erneuert                                                                           | 31269287 | BW   |
| Alte Fährstraße 2 53° 39′ 38″ N, 9° 15′ 36″ O  | Scheune                   | Zweiständer-HallenHAUS von 1749, erneuert 1859, in Fachwerk | 31269309 | BW   |
| Alte Fährstraße 8 53° 39′ 48″ N, 9° 16′ 24″ O  | Wohn-/ Wirtschaftsgebäude | Zweiständer-Hallenbau von 1861/67 in Fachwerk mit reetgedecktem Satteldachun an der Osttraufe Haupteingang mit Rundbögenund Fachwerk-Dachhaus; heute Gästehaus | 31269333 | BW   |
| Alte Fährstraße 8 53° 39′ 48″ N, 9° 16′ 23″ O  | Scheune                   | Fachwerkbau von 1867 als Zweiständerkonstruktion mit reetgedecktem Satteldach                                                                                  | 31269355 | BW   |
| Alte Fährstraße 11 53° 39′ 52″ N, 9° 16′ 24″ O | Wohn-/ Wirtschaftsgebäude | Fachwerkbau von 1825 in Zweiständer-Konstruktion, Westtraufe zum Teil massiv ersetzt                                                                           | 31269422 | BW   |
| Kajedeich 9 53° 39′ 21″ N, 9° 15′ 36″ O        | Scheune                   | Freistehende Holzgefügebau, senkrecht verbrettert, aus der Mitte des 19. Jh.                                                                                   | 31268963 | BW   |
| Wriethstraße 8 53° 39′ 37″ N, 9° 15′ 5″ O      | Wohn-/ Wirtschaftsgebäude | Zweiständer-Hallenbau von 1838 in Fachwerk, Wohnteil nach Süden massiv erneuert                                                                                | 31269444 | BW   |
| Wriethstraße 8 53° 39′ 37″ N, 9° 15′ 4″ O      | Scheune                   | Zweiständer-Hallenbau von 1849 in Fachwerk; Giebel nach Süden erneuert                                                                                         | 31269466 | BW   |
| Wriethstraße 12 53° 39′ 31″ N, 9° 14′ 55″ O    | Schule                    | Fachwerkbau von um 1910 zugleich Wohn-/Wirtschaftsgebäude mit Lehrerwohnung, Gemeindeverwaltung von 1967 bis 1970                                              | 31269266 | BW   |
| Wriethstraße 25 53° 39′ 41″ N, 9° 14′ 21″ O    | Wohn-/ Wirtschaftsgebäude | Fachwerkbau von um 1800 mit Zweiständerkonstruktion mit Krüppelwalmdach in Reetdeckung                                                                         | 31269488 | BW   |
| Wriethstraße 25 53° 39′ 41″ N, 9° 14′ 21″ O    | Scheune                   | Fachwerkbau von um 1800 mit Krüppelwalmdach in Reetdeckung | 31269511 | BW   |
| Wriethstraße 30 53° 39′ 53″ N, 9° 13′ 58″ O    | Scheune                   | Freistehender Zweiständer-Hallenhaus von 1850 in Fachwerk, firstparallel zum Haupthaus                                                                         | 31269537 | BW   |

### Klint
| Lage                                                | Bezeichnung               | Beschreibung | ID       | Bild |
| --------------------------------------------------- | ------------------------- | --- | -------- | ---- |
| Bornberger Straße 7 53° 37′ 59″ N, 9° 12′ 23″ O     | Wohn-/ Wirtschaftsgebäude | Zweiständer-Hallenbau von 1785 in Fachwerk, Wohntrakt verlängert und Wohngiebel massiv erneuert | 31269599 | BW   |
| Klinter Schöpfwerksfleth 53° 37′ 22″ N, 9° 13′ 7″ O | Schöpfwerk Klint          | Backsteinbau von 1931, ursprüngliche Technik nicht mehr erhalten. | 31269620 | BW   |
| Landstraße 53° 38′ 10″ N, 9° 12′ 52″ O              | Gefallenendenkmal         | Sandsteinmonument in Form eines Pfeilers über profilierten Postament. An Südseite Eisernes Kreuz als Relief, an den anderen Seiten Inschriften. Errichtet um 1920 auf einer rechteckigen Plattform zum Gedenken an die Gefallenen des Ersten Weltkriegs. Um 1950 ergänzt um eine liegende Steinplatte zum Gedenken an die Gefallenen des Zweiten Weltkriegs. | 31269090 |      |

### Laumühlen
| Lage                                            | Bezeichnung                | Beschreibung | ID       | Bild |
| ----------------------------------------------- | -------------------------- | --- | -------- | ---- |
| Bauernreihe 23 53° 37′ 52″ N, 9° 11′ 0″ O       | Wohn-/ Wirtschaftsgebäude  | Fachwerkbau von 1860 als Zweiständerkonstruktion, tw. massiv erneuert, am Wirtschaftsgiebel und am Wohnteil der nördlichen Traufseite | 36431972 | BW   |
| Lamstedter Straße 17 53° 37′ 20″ N, 9° 11′ 5″ O | Gut Laumühlen (Herrenhaus) | Backsteinbau von 1861 mit Krüppelwalmdach, zweigeschossigem Risalit und zwei Anbauten                                                 | 31269044 | BW   |
| Lamstedter Straße 17 53° 37′ 25″ N, 9° 11′ 8″ O | Wohn-/ Wirtschaftsgebäude  | Fachwerkbau als Zweiständerkonstruktion von ca. 1780                                                                                  | 31269024 | BW   |
| Lamstedter Straße 17 53° 37′ 21″ N, 9° 11′ 5″ O | Wohn-/ Wirtschaftsgebäude  | Zweiständer-Hallenhaus von 1861 in Fachwerk, teilweise massiv ersetzt,                                                                | 31269068 | BW   |